# Assassinato de Gordon Church
Gordon Ray Church (14 de setembro de 1960 – 22 de novembro de 1988) foi um homem gay americano que foi assassinado por causa de sua sexualidade. Church foi sequestrado, estuprado, torturado e assassinado no Condado de Millard, Utah, por dois homens. Um de seus assassinos foi condenado à morte e o outro à prisão perpétua. Em 2020, o caso ganhou atenção renovada após o lançamento de um documentário chamado Dog Valley, que conta a história da vida de Church e as circunstâncias que envolveram seu assassinato. Segundo os realizadores do filme, ele foi feito para ajudar as pessoas a demonstrarem mais amor à comunidade LGBTQ+.

## Assassinato
Na noite de 21 de novembro de 1988, Church combinou um encontro com vários amigos para uma refeição pouco antes do feriado de Ação de Graças. O plano era que o grupo se encontrasse em um apartamento antes de ir para um restaurante. Antes de chegar ao apartamento, Church dirigiu até uma 7-Eleven em Cedar City, Utah, para comprar um maço de cigarros. Ao chegar, conheceu Michael Anthony Archuleta e Lance Conway Wood, que tinham ido à loja comprar refrigerante e uísque. Segundo os dois homens, eles encontraram Church no estacionamento e começaram a conversar. Depois, os três homens dirigiram o carro de Church e conversaram com duas mulheres. Mais tarde, eles dirigiram para uma área isolada em Cedar Canyon. Church então revelou aos dois homens que ele era gay.
As versões do que aconteceu a seguir diferem. De acordo com Wood, ele e Archuleta sempre planejaram roubar Church porque "ele era homossexual"; no entanto, Archuleta afirmou que não houve tal conversa. Segundo Archuleta, Church se ofereceu para fazer sexo anal com ele após revelar que ele era gay. Archuleta então fez sexo com Church, mas parou no meio do caminho depois de mudar de ideia. Wood alegou que Archuleta agrediu sexualmente Church com uma faca encostada em sua garganta. Church foi derrubado no chão após a agressão sexual e foi então forçado a entrar no porta-malas do carro, onde foi amarrado com correntes nos pneus e uma corda elástica.
Church foi conduzido por quase 80 milhas até uma área isolada no Condado de Millard, conhecida como Dog Valley. Church foi retirado do porta-malas e tinha braçadeiras de cabo de bateria presas a ele e à bateria do carro. Ele então ele foi eletrocutado antes de ser espancado na cabeça com um macaco e uma chave de roda. Church foi espancado até a morte na madrugada de 22 de novembro. Os ferimentos em sua cabeça foram tão graves que um médico legista afirmou que eram semelhantes a um caminhão passando por cima de sua cabeça. Seu corpo foi então jogado em uma cova rasa e encontrado no dia seguinte.

## Consequências
Após o assassinato, Wood e Archuleta fugiram da área no carro de Church, com Wood dirigindo. Eles seguiram para o norte pela I-15 e abandonaram o carro em Salt Lake City. Suas roupas ainda estavam cobertas com o sangue de Church, então eles foram a uma loja próxima para comprar roupas novas. Archuleta afirmou ao balconista que as manchas de sangue eram de uma caçada a coelhos ocorrida na noite anterior. Os homens então jogaram suas roupas velhas em uma vala de drenagem e pegaram carona de volta para Cedar City.
No dia seguinte, Wood, que estava em pânico com seu envolvimento no crime, confessou ao oficial de condicional que havia testemunhado Archuleta cometer um assassinato. Em 24 de novembro, Wood conduziu as autoridades ao local do crime e contou sua história às autoridades do condado de Millard. Ele foi então preso. Archuleta foi preso pouco depois em Cedar City.

## Julgamentos
Archuleta foi condenado por assassinato em primeiro grau no assassinato de Church. Em 20 de dezembro de 1989, foi condenado à morte. Em última análise, acredita-se que Archuleta foi o principal instigador do crime. Ele permanece no corredor da morte de Utah na Prisão Estadual de Utah. Em 2023, ele foi um dos quatro presos no corredor da morte que entrou com uma ação judicial contra o estado de Utah, desafiando seus estatutos de pena capital.
Em 14 de março de 1990, Wood foi condenado à prisão perpétua por seu papel no assassinato de Church. Como o júri não conseguiu chegar a um acordo unânime sobre uma sentença de morte, ele foi poupado da pena de morte.

## Na cultura popular
Em 2020, um documentário chamado Dog Valley foi feito pelos cineastas Chad Anderson e Dave Lindsay e distribuído pela Lucky 27 Media. O filme conta a história de Church e traz entrevistas com pessoas envolvidas em seu caso, incluindo uma entrevista com Wood na prisão. Archuleta recusou-se a ser entrevistado para o filme. O filme foi exibido em vários festivais incluindo o Red Rock Film Festival.
O objetivo do filme era ajudar as pessoas a demonstrarem mais amor à comunidade LGBTQ+ e a discutirem sobre crimes de ódio.